# Loterie nationale du Maroc
 (août 2015).
La Loterie Nationale du Maroc a été créée en décembre 1971 sous forme de société anonyme de droit privé, la Société de gestion de la loterie nationale (SGLN), filiale de la Caisse de dépôt et de gestion. La SGLN comptait 1442 points de vente en 2015. 

## Histoire
En septembre 2015, la publicité des jeux d'argent devient interdite à la télévision au Maroc. 
En novembre 2018, la SGLN confie la gestion des loteries instantanées, des jeux en ligne, des courses virtuelles et des machines de loteries interactives au groupe italien Sisal. Un nouveau système de gestion doit être installé par le groupe italien. Ce choix mène à une redéfinition de l'encadrement du réseau de détaillants au niveau national. Sisal remplace la société grecque Intralot qui gérait la loterie nationale marocaine jusqu'alors. Le groupe Sisal a eu plusieurs démêlés avec la justice italienne pour fraude et fausses facturations. En 2018, la SGLN enregistre 849 millions de dirhams de mises. 